# Последний гонщик на Джиро д’Италия
Приз последнему участнику Джиро д’Италия или Чёрная майка (итал. Maglia nera) разыгрывалась в рамках Джиро с 1946 по 1951 год и вручалась гонщику, занявшему последнее место в общем зачёте гонки.

## История
Чёрная майка была введена организаторами Джиро в 1946 году. Вдохновителем этой премии стала фигура бывшего профессионального футболиста и велолюбителя Джузеппе Тикоцелли, который принимал участие в Джиро-1926 в качестве независимого участника. На старт он выходил в форме своего футбольного клуба Казале, которая представляла собой чёрную майку с серебряной звездой на груди. На четвёртом этапе гонки Тикоцелли был сбит автомобилем и завершил гонку.
В 1948 году обладателем чёрной майки стал Альдо Бини, вице-чемпион мира 1936 года. Он пострадал в завале, где получил перелом руки. Превозмогая боль он продолжил гонку несмотря на то, что на горных этапах ему приходилось подниматься в горы пешком, неся свой велосипед.
Несколько выпусков Джиро ознаменовались острой борьбой за чёрную майку между Луиджи Малаброкка и Санте Каролло, которые прибегали к хитростям для того, чтобы занять последнее место и пропустить соперника вперёд. Они останавливались на трассе, заезжали в придорожные кафе, прокалывали себе шины и так далее.
Такая антиспортивная борьба породила волну критики и после 1951 года чёрная майка как отдельная классификация была упразднена. В 1967 году последний гонщик юбилейной 50-й Джиро Лусилио Леволь получил черную майку, а в 2008 году Маркус Айхлер получил по итогам гонки специальный чёрный номер.

## Обладатели чёрной майки[1]
| Год  | Гонщик             | Команда          | Отставание |
| ---- | ------------------ | ---------------- | ---------- |
| 1946 | Луиджи Малаброкка  | Milan-Gazzetta   | +4ч 9'34'  |
| 1947 | Луиджи Малаброкка  | Welter           | +5ч 52' 50 |
| 1948 | Альдо Бини         | Benotto          | +7ч 47'26  |
| 1949 | Санте Каролло      | Wilier Triestina | + 9ч 57'07 |
| 1950 | Марио Гестри       | Bartali          | +5ч 00'34  |
| 1951 | Джованни Пинарелло | Bottecchia       | +3ч 26'11  |